# Pont de Rupt-aux-Nonains
Le pont de Rupt-aux-Nonains est un pont de la commune française de Rupt-aux-Nonains, dans le département de la Meuse.

## Histoire
Le pont est daté de 1557. 
Il est classé aux monuments historiques depuis le 9 septembre 1975.